# Lucio Cesonio Ovinio Manlio Rufiniano Baso
Lucio Cesonio Ovinio Manlio Rufiniano Baso  fue un político y militar romano del siglo III, miembro de la gens Cesonia.

## Familia
Cesonio fue hijo de Lucio Cesonio Lucilo Macro Rufiniano y una mujer de la gens Ovinia. Fue probablemente padre o abuelo de Cesonio Baso.

## Carrera pública
Nació entre los años 225 y 230. Quizá acompañó a su padre a África cuando este fue nombrado gobernador de la provincia. Fue sucesivamente triunviro de la moneda, dentro del vigintivirato, cuestor y pretor. Antes de acceder al consulado alrededor del año 260 (en calidad de suffectus), fue curator en Beneventum y Lavinium. En África ejerció una legatura en Cartago, una curatela en la Colonia Carthaginensium y el proconsulado en tres años consecutivos alrededor del 275. Sus últimos cargos coronaron su cursus honorum al recibir un segundo consulado, también suffectus, alrededor del año 284 y la prefectura de la Ciudad quizá en 285.
Era de extracción patricia. Fue salio palatino, pontífice mayor y pontífice del dios Sol.